# Deretil
Deretil, acrónimo de Derivados del Etilio, es una empresa española especializada en la fabricación de productos químicos y farmacéuticos, como derivados de la Fenilglicina, materias primas para antibióticos betalactámicos, penicilinas o cefalosporinas, y usados en nutrición vegetal, quelatos y oligoelementos. Las oficinas centrales y comerciales están en Barcelona, Cataluña, y la fábrica principal en Villaricos, municipio de Cuevas del Almanzora, provincia de Almería (España).

## Historia
Comenzó sus actividades en Barcelona en los años 1950 con la fabricación de derivados del bromo aplicables a la agricultura. En 1968 se instala en Almería y mantiene esta actividad hasta 1983. En 1975 comenzó la producción de intermedios farmacéuticos, como el cloruro de clorhidrato de la D (-) fenilglicina, usado en la síntesis de varios antibióticos como la ampicilina o la cefalexina, y en 1978 la de Fenilglicina Base.
En 1985 comienza la producción de la D (-) parahidroxifenilglicina, intermedio de amoxicilina, cefadroxilo y otros. En 1992 se reemplaza el proceso químico por uno biotecnológico para esta gama.
Entre 1990 y 1991 se inicia la fabricación de Sales de Dane de D (-) Fenilglicina y de D (-) Parahidroxifenilglicina. En 1994 registra los Drugs Master Files de sus productos y en 1996 Deretil obtiene la certificación ISO 9002.
En 1996 la mayoría de sus acciones son adquiridas por la multinacional holandesa DSM. La sede comercial se instala en Barcelona con el nombre de DSM Deretil. La empresa había tenido el año anterior unas ventas de más de 8.000 millones de pesetas y tenía en plantilla a unas 270 personas. DSM se convierte así en la primera productora mundial del sector.
En 1998 se inauguran dos plantas en Villaricos: una para la producción de alfa parahidroxi fenilglicina (planta Pirineo) que se emplea en la fabricación de amoxicilina, y otra para la depuración biológica de todos los residuos generados. La inversión ascendió a 5.500 millones de pesetas para las obras y 500 millones para la mejora de infraestructuras en Villaricos. La comunidad autónoma aportó 620 millones para las obras, un total de más de 30,1 millones de euros. Incluye la primera depuradora de Europa que funciona con agua de mar.
En 2002 se inicia la producción industrial de amoxicilina por medio de las llamadas “rutas verdes” o “nueva ruta enzimática” para la obtención de antibióticos.
En 2005 se inicia el plan estratégico 2005-2007, al que le sigue un segundo plan de choque para evitar el cierre de la empresa tras cuatro años con pérdidas. En diciembre de 2007 se produce una huelga de trabajadores contra el plan de reestructuración y la deslocalización de la producción hacia China.

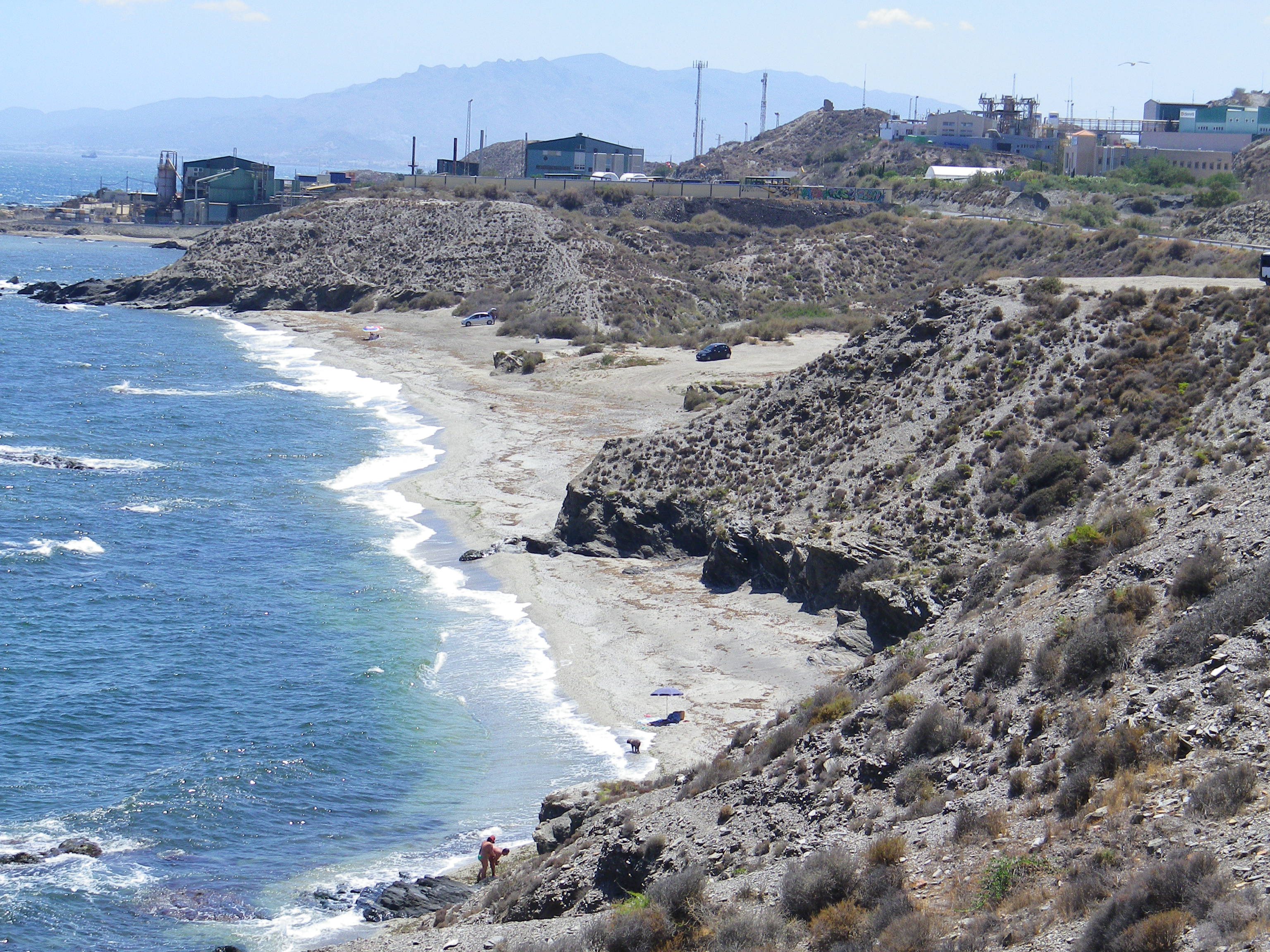
La planta de Villaricos desde la playa norte.

En noviembre de 2008 los directivos españoles de Deretil compran las acciones de DSM. Controlan así el 90 % del capital de Deretil, quedando el 10 % restante en poder de la multinacional austriaca Sandoz. Se espera abrir nuevas líneas de producción y seguir proveyendo a DSM, así como mantener las plantas de Almería y de Shangyu Deretil Yuntao en China o estrechar la colaboración con la Universidad de Almería.
Las investigaciones realizadas desde 2009 llevan en 2010 al lanzamiento su primer producto agronutriente, FerroActiv, un quelato que aporta microelementos en forma de hierro. En 2011 se crea la compañía Deretil Agronutritional dedicada a la producción y comercialización de agronutrientes. Esta gama se amplía en 2012 con L-Aminoácidos, con la marca AminoActiv, y mezclas de oligoelementos, con la marca OligoActiv.
En 2013 Deretil crea dos nuevas empresas, Deretil Nature y Deretil Vitatech, para dos nuevas líneas de negocio: productos cosméticos y nutracéuticos y para el desarrollo tecnológico de productos o I+D. En septiembre inicia la comercialización en la Unión Europea y Asia de un producto natural rico en polifenoles, extractado de plantas y frutos, de acción antiinflamatoria y antioxidante, beneficiosas para el sistema cardiovascular. Estos nuevos productos se suman a la alantoína, protector dermatológico, hidratante y antiirritante, fabricado por Deretil desde diez años antes para pastas de dientes, enjuagues bucales y cosméticos para la piel.